# Abd al-Kadir al-Baghdadi
Abd al-Kadir al-Baghdadi (ur. 1621, zm. 1682) – arabski biograf, filolog i antologista. 

## Życiorys
Kształcił się na studiach w Bagdadzie, gdzie studiował język arabski, perski i turecki. W późniejszym okresie studiował w al-Azharze w Kairze by poznać nauki religijne i świeckie. nauki pobierał u mistrzów Chafadżi i Jasin al-Himsi. Wprowadził liczne komentarze do dzieł w poezji i teologii arabskiej.

## Wybór dzieł
- Chizanat al-adabwa lubb lubab lisan al-'Arab (Skarbiec literatury i istota języka Arabów) - 1882
- Lughat "Szah-name" (Język Księgi Królów)